# BCN (企業)
株式会社BCN（BCN Inc.）は、東京都千代田区に本社を置き、IT業界紙『週刊BCN』の発行と、パーソナルコンピュータ・デジタル家電のマーケティング調査、その関連情報を扱う日本の企業。

## 概要
IT業界紙『週刊BCN』を発行する新聞社。一般には、情報家電・パソコンの売り上げランキングの『BCNランキング』で知られている。
『週刊BCN』は、1981年に創刊したIT業界向け有料情報紙である。エンタープライズ分野を中心とした情報提供に主眼を置く。
『BCNランキング』は、全国のパソコン販売店・家電量販店のPOSデータを使用しており、またパソコン・情報家電の売り上げ情報（実売数）に特化されているのが特徴である。このためパソコン雑誌やデジタル家電情報誌・家電量販店でも、BCNランキングが紹介されていることも多い。また年に1回、各部門における前年の年間販売台数1位のメーカーを表彰する『BCN AWARD』を開催している。優れたIT技術を持つ若者を表彰する『BCN ITジュニア賞』も贈っている。

## 沿革
- 1981年
  - 8月18日 -コンピュータ・ニュース社設立。創業者は奥田喜久男。
  - 10月15日 - 週刊新聞『BUSINESSコンピュータニュース』（現・週刊BCN）発行開始。
- 1983年10月18日 - コンピュータ市場調査事業を開始。
- 1984年5月31日 - 株式会社コンピュータ・ニュース社に組織変更。
- 1996年
  - 3月6日 - IT系ニュースサイト『Daily BCN』（Web BCN、BCN Bizlineを経て現・週刊BCN＋）開設。
  - 10月7日 - 『BUSINESSコンピュータニュース』を『週刊BCN』に紙名変更。
- 1998年10月 - POSデータベース配信サービス『BCN Market View』（BCNランキング）開始。
- 2000年1月26日 - 「BCN AWARD 2000」開催。以後、毎年開催。
- 2003年7月28日 - 株式会社BCNに商号変更。
- 2005年3月19日 - フリーペーパー『BCNランキングマガジン』創刊。
- 2013年
  - 4月 - 社長の奥田喜久男が会長に就任。新社長に佐藤敏明が就任。資本金を7千万円に増資。
  - 5月 - 中国・上海市に100%子会社『比世闻（上海）信息咨询有限公司』を設立。
- 2014年3月 - 中国・上海市に週刊BCNの支局（商业计算机新闻社）を開設。
- 2015年4月 - 社長の佐藤敏明が退任。会長の奥田喜久男が社長に復帰。
- 2016年
  - 4月28日 - BCNランキングサイトが『BCN RETAIL』としてリニューアルオープン。
  - 8月24日 - 週刊BCNの新Webサイト『週刊BCN＋』が仮オープン。
- 2017年
  - 3月 - フリーペーパー『BCNランキングマガジン』休刊。
  - 4月 - 週刊BCNの新Webサイト『週刊BCN＋』が本稼働。
- 2018年7月 - Webサイト『BCN RETAIL』を『BCN＋R』に改名。
- 2020年8月 - Webサイト『BCN eスポーツ部』を開設。
- 2022年4月 - 社長の奥田喜久男が会長に就任。新社長に奥田芳恵が就任。
- 2023年11月 - Webサイト『中小企業×DX』を開設。
- 2024年
  - 1月 - 会長の奥田喜久男が退任。
  - 7月18日 - 創業者の奥田喜久男が逝去。